# Ленд'єл Золтан Золтанович
Золтан Ленд'єл (угор. Lengyel Zoltán, нар. 5 липня 1946 року, Свалява, Закарпатська область) — український політик угорсько-русинського походження, 171-й міський голова Мукачево, член партії «Єдиний центр».

## Біографія
Народився 5 липня 1946 року у місті Свалява Закарпатської області. Батьки працювали на меблевому комбінаті: батько — головним бухгалтером, матір — обліковцем. У сім'ї було троє дітей. Початкову освіту здобув у другій мукачівській школі, вищу — у Львівському державному університеті ім. Івана Франка за спеціальністю «математика, обчислювальна математика». Після закінчення вищого навчального закладу працював інженером Львівського обчислювального центру. З червня 1970 року працював у Мукачівському АТП 06061 на посаді начальника обчислювального бюро. З вересня 1971 року по вересень 1973 року проходив строкову військову службу. Після закінчення служби працював на Мукачівському заводі «Мукачівприлад». З травня 1990 року — перший секретар Мукачівського міському Компартії України. Пізніше працював заступником директора Мукачівського УВП УТОСу, генеральним директором СП «Ерго-Макс», директором фірми «Планета». Наступні роки працює в органах державної влади та місцевого самоврядування. З березня 2005 року до квітня 2006 року — голова Тячівської РДА. У квітні 2006 року обраний секретарем Мукачівської міської ради. У листопаді 2008 року був обраний міським головою Мукачева.
Досягнення на посту міського голови Мукачева:
- повний перехід бюджетної сфери Мукачева на автономне опалення;
- серйозний прогрес у питанні утилізації сміття;
- покращення у сфері охорони здоров'я (відкрито одне з найкращих відділень штучної нирки в країні);

Хобі — баскетбол, плавання.